# 1802 en science
| Années de la science : 1799 - 1800 - 1801 - 1802 - 1803 - 1804 - 1805    |
| Décennies de la science : 1770 - 1780 - 1790 - 1800 - 1810 - 1820 - 1830 |

Cet article présente les faits marquants de l'année 1802 en science.

## Événements

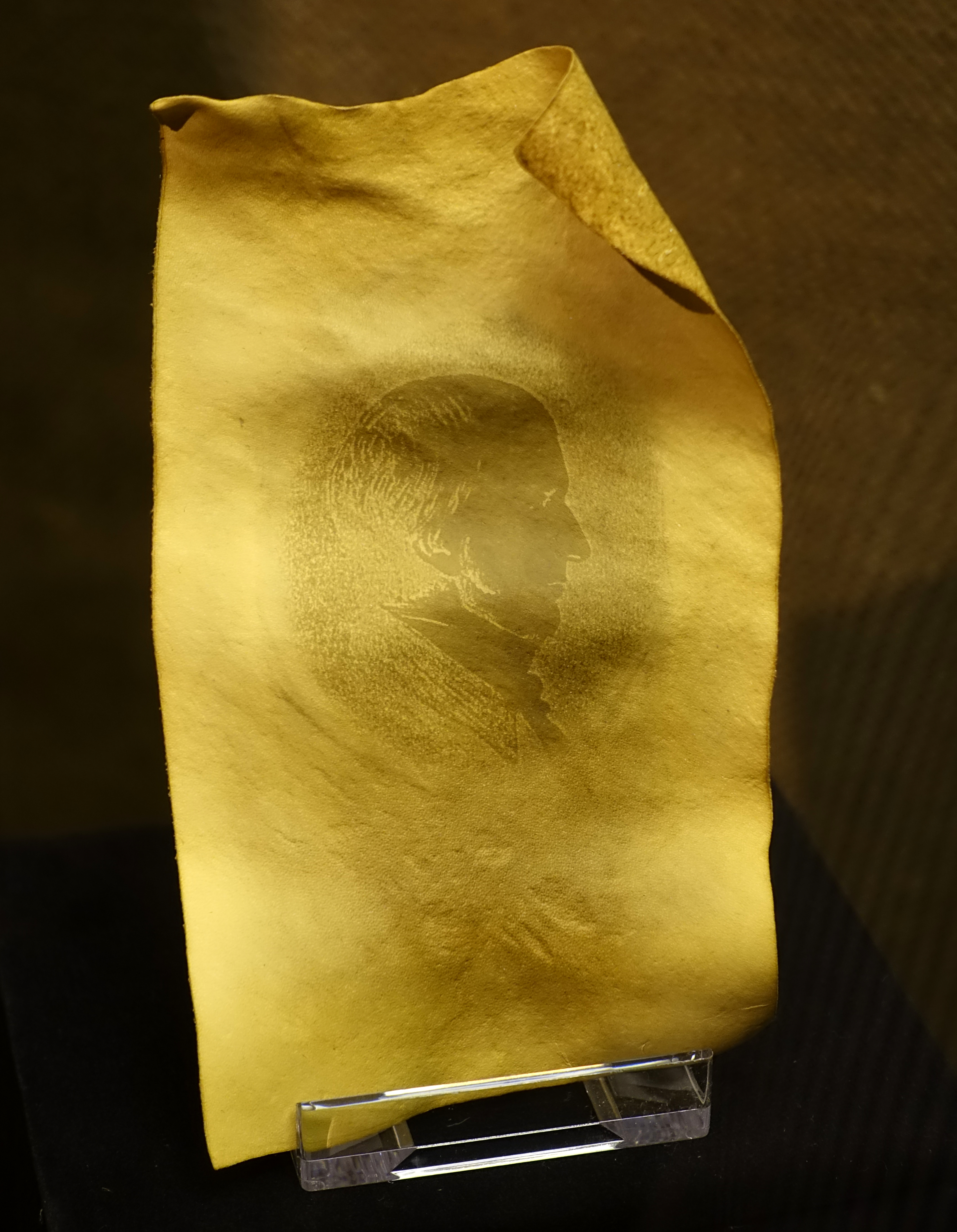
Thomas Wedgwood (1771-1805), portrait négatif réalisé à partir d'une impression contact gravée sur cuir - Fox Talbot Museum - Wiltshire, Angleterre.

- Janvier :  Lamarck emploie dans son Hydrogéologie le terme de « biologie » pour la première fois. Il en donne la définition dans une autre ouvrage publiée la même année, Recherches sur l’organisation des corps vivants[1]. Gottfried Reinhold Treviranus (Biologie oder Philosophie der lebenden Natur) donne indépendamment au mot biologie son sens actuel. Le mot est utilisé dès 1800 par Karl Friedrich Burdach[2].
- 31 janvier : le Mémoire sur la dilatation des gaz et des vapeurs du physicien français Louis Joseph Gay-Lussac est lu à l'Institut de France ; il établit sa loi sur la dilatation des gaz[3].
- 28 mars : l'astronome allemand Heinrich Olbers découvre l'astéroïde 2 Pallas[4].
- 6 mai : William Herschel utilise pour la première fois le terme astéroïde pour désigner Cérès et Pallas lors de la lecture de son article Observations sur les deux corps célestes récemment découverts  à la Royal Society de Londres[5].
- Juin : le Britannique Thomas Wedgwood publie dans le Journal de la Royal Institution un article intitulé An Account of a Method of Copying Paintings on Glass, and of making Profiles by the Agency of Light on Nitrate of Silver, avec des observations de Sir Humphry Davy, dans lequel il rend compte de son travail sur les images « peintes par la lumière » sur du nitrate d’argent[6].

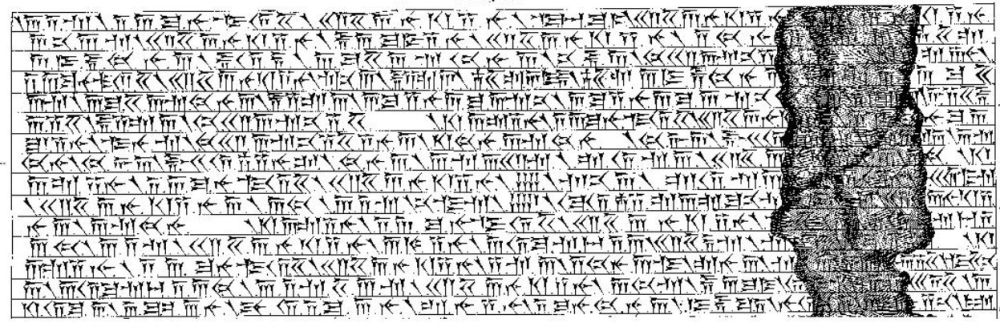
Le texte en trois langues de l'inscription de Behistun qui a permis le déchiffrement de l'écriture cunéiforme.

- 4 septembre : le philologue allemand Georg Friedrich Grotefend, qui a réussi à déchiffrer partiellement une inscription en écriture cunéiforme, présente le résultat de ses recherches à l'académie de Göttingen[7].
- 18 novembre : James Smithson lit son mémoire A chemical Analysis of some Calamines devant la Royal Society  dans lequel il prouve que les carbonates de zinc (calamines) sont de véritables minéraux carbonatés et non des oxydes de zinc[8].

Décembre : conférence de Luke Howard à l'Askesian Society de Londres On the Modifications of Clouds (« sur la modification des nuages ») qui marque la naissance de la néphologie.
- Le physicien et philosophe prussien Johann Wilhelm Ritter construit la première cellule électrochimique, avec 50 disques de cuivre séparés par des disques de carton humidifiés par une solution saline[10].

## Publications

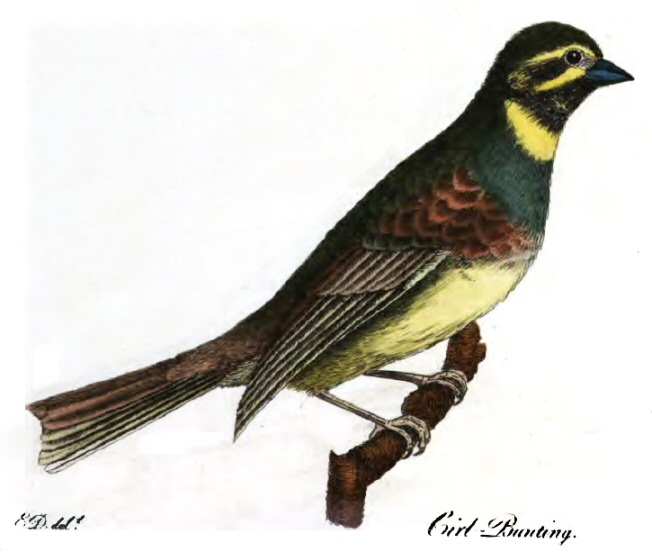
Frontispice de lOrnithological Dictionary de Montagu représentant un Bruant zizi.

- Charles Bell : The Anatomy of the Brai, explained in a series of engravings.
- Jean-Baptiste de Lamarck :
  - Hydrogéologie ou Recherches sur l'influence qu'ont les eaux sur la surface du globe terrestre.
  - Recherches sur l’organisation des corps vivants, 1802.
- Pierre André Latreille : Histoire naturelle générale et particulière des crustacés et insectes, 14 volumes de 1802 à 1804.
- George Montagu : Ornithological Dictionary (en).
- John Playfair : Illustrations of the Huttonian Theory of the Earth qui fera accepter plus largement les idées de James Hutton : l'uniformitarisme.
- Gottfried Reinhold Treviranus : Biologie oder Philosophie der lebenden Natur.
- François Antoine Rauch : Harmonie hydro-végétale et météorologique: ou recherches sur les moyens de recréer avec nos forêts la force des températures et la régularité des saisons par des plantations raisonnées, Paris, Levrault.
- James Sowerby : British Mineralogy, or, coloured figures intended to elucidate the mineralogy of Great Britain (volume 1).

## Prix
- Médailles de la Royal Society
  - Médaille Copley : William Hyde Wollaston

## Naissances

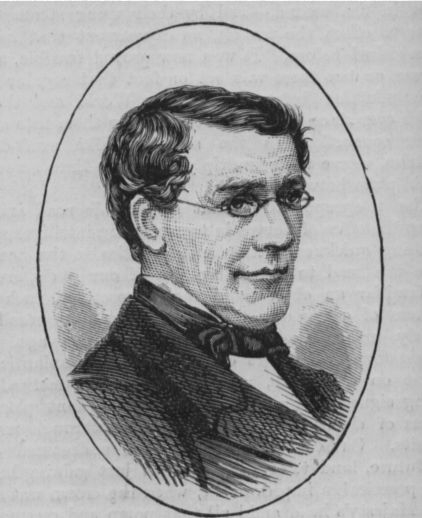
Charles Wheatstone

- 3 janvier : Proby Thomas Cautley (mort en 1871), ingénieur et paléontologue britannique.
- 15 février : Faustino Malaguti (mort en 1878), chimiste français.
- 2 février : Jean-Baptiste Boussingault (mort en 1887), chimiste et agronome français.
- 6 février : Charles Wheatstone (mort en 1875), physicien et inventeur anglais.
- 26 février : Remi Armand Coulvier-Gravier (mort en 1868), astronome français.
- 13 avril : Leopold Fitzinger (mort en 1884), zoologiste autrichien.
- 1er mai : Jean-Baptiste Noulet (mort en 1890), chercheur et naturaliste français.
- 2 mai : Heinrich Gustav Magnus (mort en 1870), physicien et chimiste allemand.
- 1er juin : 
  - Charles Lenormant (mort en 1859), archéologue, égyptologue et numismate français.
  - Jean Henri Schnitzler (mort en 1871), statisticien et historien français.
- 2 juin : Arend Friedrich August Wiegmann (mort en 1841), zoologiste allemand.
- 17 juin : Hermann Mayer Salomon Goldschmidt (mort en 1866), astronome et peintre allemand.
- 10 juillet : Robert Chambers (mort en 1871), naturaliste, éditeur et écrivain écossais.
- 31 juillet : Ignacy Domeyko (mort en 1889), minéralogiste et géologue polonais.
- 7 août : Germain Henri Hess (mort en 1850), chimiste et médecin suisse.
- 16 août : Moritz Wilhelm Drobisch (mort en 1896), philosophe, logicien et mathématicien allemand.
- 29 août : Charles Texier (mort en 1871), archéologue et architecte français.
- 6 septembre : Alcide Dessalines d'Orbigny (mort en 1857), naturaliste, explorateur, malacologiste et paléontologue français.
- 23 septembre : Adolphe d'Archiac (mort en 1868), géologue et paléontologue français.
- 30 septembre : Antoine-Jérôme Balard (mort en 1876), chimiste français.
- 10 octobre : Hugh Miller (mort en 1856), géologue et écrivain écossais.
- 1er novembre : Benoît Fourneyron (mort en 1867), inventeur et industriel français.
- 3 décembre : Eugène Dumortier (mort en 1876), paléontologue français.
- 6 décembre : Paul-Émile Botta (mort en 1870), diplomate et archéologue français.
- 15 décembre :
  - Jean-Daniel Colladon (mort en 1893), physicien suisse.
  - Honoré Théodoric d'Albert de Luynes (mort en 1867), numismate et archéologue français.
- 24 décembre : André-Michel Guerry (mort en 1866), juriste et statisticien amateur français.
- 27 décembre : Gerardus Johannes Mulder (mort en 1880), chimiste organicien néerlandais.
- Juan Galindo (mort en 1839), explorateur, militaire et archéologue.

## Décès

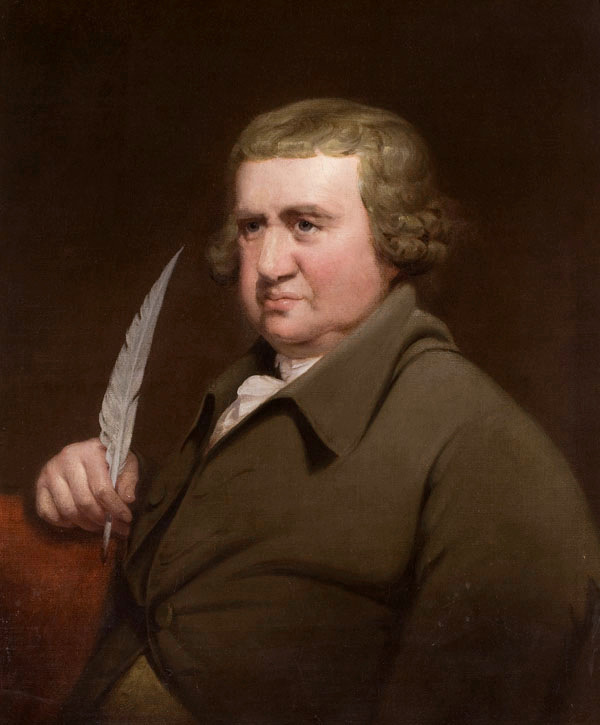
Erasmus Darwin

- 18 janvier : Antoine Darquier de Pellepoix (né en 1718), astronome français.
- 21 février : René Maugé de Cely, zoologiste français.
- 18 avril : Erasmus Darwin (né en 1731), poète, médecin, botaniste et inventeur britannique.
- 10 août : Franz Aepinus (né en 1724), philosophe de la nature allemand.
- 12 septembre : Antonio de León y Gama (né en 1735), érudit et scientifique mexicain.
- 26 septembre : Jurij Vega (né en 1754), mathématicien, physicien et officier d'artillerie slovène.
- 11 octobre : André Michaux (né en 1746), botaniste de terrain, à Tamatave, Madagascar.
- 27 octobre : Johann Gottlieb Georgi (né en 1729), chimiste et géographe allemand.